# Bunta Horn
John Gerhard Bunta Horn, ursprungligen John Gerhard Gösta Horn, född 9 juni 1931 i Danderyds församling i Stockholms län, död 18 december 2010 i Stora Köpinge församling i Skåne län, var en svensk jazzmusiker och orkesterledare. Hans instrument  var klarinett. Bunta Horn bildade sitt första band 1948 och det gjorde sin första grammofoninspelning 1949. Från början  spelade man traditionell jazz i Dixieland-stil men närmade sig senare år swingen. Repertoaren var emellertid fortfarande till största delen traditionell New Orleans-jazz.
Han var 1954–1987 gift med Marion Popper (född 1934), syster till Tord Bæckströms hustru Lorica. Makarna fick en dotter (född 1954) och två söner (födda 1962 respektive 1966).

## Diskografi (urval)
- Bunta Horn's Legendary Jazz Band, 1998.